# Municipio 5 Faucette
El municipio 5 Faucette (en inglés: Township 5, Faucette) es un municipio ubicado en el  condado de Alamance en el estado estadounidense de Carolina del Norte. En el año 2010 tenía una población de 3.339 habitantes.

## Geografía
El municipio 5 Faucette se encuentra ubicado en las coordenadas 36°10′50.02″N 79°24′12.42″O / 36.1805611, -79.4034500.